# Distretto di Zlaté Moravce
Il distretto di Zlaté Moravce (in slovacco: okres Zlaté Moravce) è un distretto della regione di Nitra, nella Slovacchia occidentale.
Fino al 1918, il territorio dell'attuale distretto formava gran parte della contea ungherese di Tekov, eccetto una piccola zona nell'ovest intorno a Kostoľany pod Tribečom che faceva parte della contea di Nitra.

## Geografia antropica
Il distretto è composto da 1 città e 32 comuni:

### Città
- Zlaté Moravce

### Comuni
- Beladice
- Choča
- Čaradice
- Červený Hrádok
- Čierne Kľačany
- Hostie
- Hosťovce
- Jedľové Kostoľany
- Kostoľany pod Tribečom
- Ladice
- Lovce

- Machulince
- Malé Vozokany
- Mankovce
- Martin nad Žitavou
- Nemčiňany
- Neverice
- Nevidzany
- Obyce
- Skýcov
- Slepčany
- Sľažany

- Tekovské Nemce
- Tesárske Mlyňany
- Topoľčianky
- Velčice
- Veľké Vozokany
- Vieska nad Žitavou
- Volkovce
- Zlatno
- Žikava
- Žitavany